# Joaquín Rodrigo
Joaquín Rodrigo Vidre, I markiz de los Jardines de Aranjuez (ur. 22 listopada 1901 w Sagunto, zm. 6 lipca 1999 w Madrycie) – hiszpański kompozytor i pianista; twórca m.in. słynnego Concierto de Aranjuez.

## Życiorys
Urodził się w Sagunto, niedużym mieście Hiszpanii, na wybrzeżu Morza Śródziemnego, nieopodal Walencji. Był najmłodszym synem właścicieli ziemskich, Vicenta Rodriga Peitrasa i Juany Ribelles. W wyniku przebytej w 1905 roku błonicy utracił wzrok. Nieszczęście miało ogromny wpływ na losy przyszłego kompozytora, jak wspominał po latach: „Myślę, że ta choroba, utrata wzroku, była wehikułem, który poprowadził mnie na drogę muzyki”.
Wkrótce rodzina Rodrigo przeniosła się do Walencji, a Joaquín rozpoczął naukę w szkole dla dzieci niewidomych. Bardzo wcześnie zaczął wykazywać zainteresowanie muzyką. Pierwsze lekcje pobierał od nauczycieli z konserwatorium w Walencji (prof. Izquierdo). Harmonii i kompozycji uczył się u Francisca Anticha, uczęszczał też do klas prowadzonych przez Enrique Gomá oraz Eudarda Lópeza Chávariiego. Rozwijanie zainteresowań muzycznych ponad poziom oczekiwany przez rodziców Rodriga, wywołało ich sprzeciw i dezaprobatę do tego stopnia, że odmówili przyjścia na pierwszy koncert kompozytorski syna w Paryżu w 1929 roku. Na tym koncercie Rodrigo poznał przyszłą żonę, pianistkę Victorię Kamhi, którą poślubił w 1933 roku.
Drugą gałęzią zainteresowań młodego Rodriga była literatura. W ten świat, trudno dostępny dla niewidomego dziecka, wprowadzał go Rafael Ibáñez, człowiek, który w początkowych latach życia kompozytora pełnił rolę nauczyciela i przewodnika, z biegiem lat zostając jego sekretarzem, kopistą, a także wieloletnim przyjacielem.
Ojciec Cecilii, II markizy de los Jardines de Aranjuez, mąż Victorii Kamhi. Pochowany w Aranjuez.

Herb I Markiza Ogrodów Aranjuez

## Odznaczenia, nagrody i wyróżnienia
- Krzyż Wielki Orderu Alfonsa X Mądrego (Hiszpania, 1953)[2]
- Oficer Orderu Sztuki i Literatury (Francja, 1960)[2]
- Kawaler Legii Honorowej (Francja, 1963)[2]
- Krzyż Wielki Orderu Zasługi Cywilnej (Hiszpania, 1966)[2]
- Premio Nacional de Música, za kompozycję, 1983
- Nagroda Księcia Asturii, w dziedzinie sztuki, 1996
- Komandor Orderu Sztuki i Literatury (Francja, 1998)

30 grudnia 1991 r. uszlachcony przez króla Jana Karola tytułem markiza. Członek Królewskiej Akademii Sztuk Pięknych św. Ferdynanda.

## Twórczość
Na początku lat dwudziestych XX w. Joaquín już posiadał spore umiejętności muzyczne, zarówno jako kompozytor, jak i pianista. Jego pierwsze kompozycje to utwory na obsadę kameralną – pierwszym numerem opusowym oznaczył Dwa szkice na skrzypce i fortepian z 1923 roku. Natomiast najwcześniejszym jego dziełem napisanym na orkiestrę była kompozycja Juglares, której prawykonanie odbyło się już w 1924 roku. Wykonawcą była orkiestra symfoniczna w Walencji, prowadzona przez Enrique Izquierdo. W następnym roku Rodrigo skomponował Pięć utworów dziecięcych, a następnie wysłał je na ogólnohiszpański konkurs kompozytorski. Utwory te, wykazujące już większą swobodę w posługiwaniu się przez młodego twórcę aparatem orkiestrowym, spotkały się z dużym zainteresowaniem i uznaniem jury. Również ich premierowe wykonania – w Walencji w 1927 roku, a następnie w Paryżu w 1929 roku – okazały się dużym sukcesem.

## Najważniejsze utwory
- Concierto de Aranjuez na gitarę i orkiestrę (1939)
- Concierto Andaluz na cztery gitary i orkiestrę (1969)
- Fantasía para un gentilhombre na gitarę i orkiestrę (1954)
- Concierto serenata na harfę i orkiestrę (1954)
- Invocación y danza na gitarę solo (1961)
- Concierto madrigal na dwie gitary i orkiestrę (1968)